# Levič
Levič este o localitate din comuna Slovenska Bistrica, Slovenia, cu o populație de 117 locuitori.